# Zamlača (Vidovec)
Zamlača is een plaats in de gemeente Vidovec in de Kroatische provincie Varaždin. De plaats telt 386 inwoners (2001).